# Явище «віддачі» і ритмічні рефлекси
Я́вище «відда́чі» і ритмі́чні рефле́кси — полягає у швидкій зміні одного рефлексу іншим протилежного значення. Так, після припинення подразнення, яке викликає сильний згинальний настає різке розгинання зігнутої кінцівки. Це пояснюється розгальмовуванням центру розгинального після закінчення згинання кінцівки. Завдяки такому механізму виникають ритмічні рефлекси, коли один рефлекс обумовлює виникнення іншого (ланцюгові рефлекси). До ритмічних рефлексів відносять свербіжний, локомоторний та інші.